# Gregor Lützelschwab

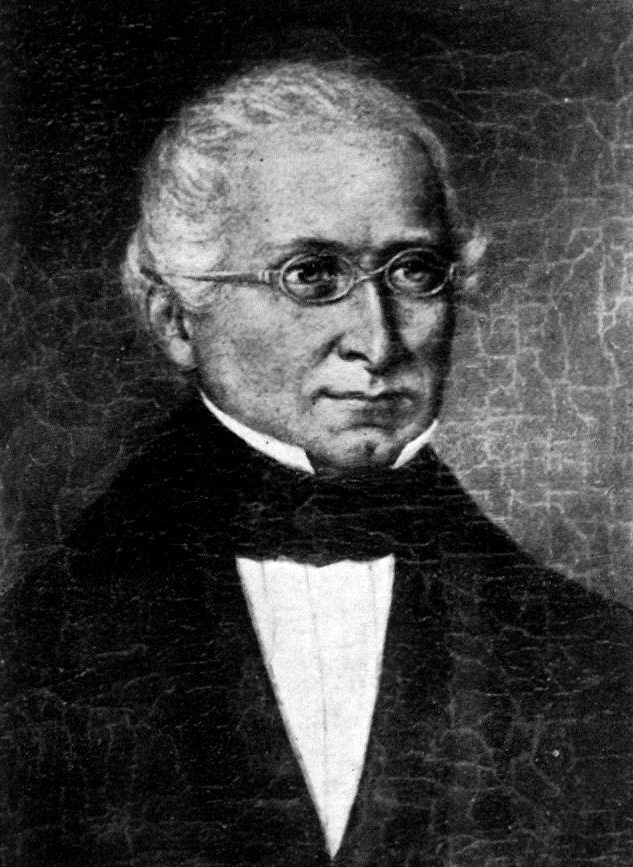
Gregor Lützelschwab

Gregor Lützelschwab (* 22. Februar 1794 in Kaiseraugst; † 19. Februar 1860 ebenda; heimatberechtigt in Kaiseraugst) war ein Schweizer Politiker und Richter. Von 1831 bis 1835 war er Regierungsrat des Kantons Aargau, in den Jahren 1851 und 1852 gehörte er dem Nationalrat an.

## Biografie
Der Sohn von Fridolin Lützelschwab, einem wohlhabenden Landwirt und Fischer, erhielt Privatunterricht und besuchte die Lateinschule in Rheinfelden. An der Albert-Ludwigs-Universität in Freiburg im Breisgau studierte er zunächst Medizin, danach Rechtswissenschaften. Auch Mathematik, Physik, Chemie und humanistische Fächer gehörten zu seinem Studium. Ab 1818 war er in Freiburg korrespondierendes Mitglied der burschenschaftlichen Genossenschaft/Verein zur Bearbeitung wissenschaftlicher Gegenstände und der Alten Freiburger Burschenschaft.
Ab 1819 war Lützelschwab als Bezirksrichter in Rheinfelden tätig, ab 1826 zusätzlich als Bezirksverwalter. 1829 folgte die Wahl zum Aargauer Appellationsrichter. Von 1835 bis zu seinem Tod gehörte er dem Aargauer Obergericht an und präsidierte dieses in den Jahren 1849 bis 1856.
Lützelschwab war auch politisch aktiv und wurde 1822 in den Grossen Rat gewählt. 1831 war er Abgesandter an der eidgenössischen Tagsatzung. Der Grosse Rat wählte ihn im selben Jahr in die Kantonsregierung, wo er dem katholischen Kirchenrat und der Militärkommission vorstand. 1834 war er aargauischer Gesandter an jener Konferenz, welche die Badener Artikel beschloss. Lützelschwab vertrat zunächst liberale Positionen, wandte sich dann aber der katholisch-konservativen Fraktion zu. 1835 gab er die Regierungstätigkeit auf. Lützelschwab kandidierte mit Erfolg bei den Nationalratswahlen 1851, doch nach nur einem Jahr im Amt trat er als Nationalrat zurück.